# Glomdalsbruden
Glomdalsbruden är en norsk stumfilm från 1926, den enda norska filmen som danske Carl Theodor Dreyer regisserade. Den bygger på romanerna Glomdalsbruden och Eline Vangen av Jacob B. Bull. 

## Handling
Filmen handlar om Tore Braaten, som återvänder hem till en nedgången gård, som han vill göra ännu finare än granngården på andra sidan älven. Han och grannflickan Berit Glomgaarden förälskar sig i varandra, till hennes fars förtvivlan. Fadern vill nämligen att dottern ska gifta sig rikt. Han tvingar dottern att gifta sig med en annan genom en lysning på falska premisser, men hon rymmer till Tore strax före bröllopet. Hon blir svårt sjuk och är nära att dö, men klarar sig. När hon söker försoning med sin far säger han att han inte har någon dotter, men när prästen klandrar honom för lysningsbedrägeriet ger han efter för dotterns vädjan.

## Om filmen
Glomdalsbruden är inspelad i en ateljé i ett lager på Akershus fästning, och utomhusscenerna är inspelade i Øvre Rendal och Bærum. Den hade premiär på Carl Johan Theatret i Oslo den 1 januari 1926 och fick Danmarkspremiär på Palads den 15 april 1926. Den var den dittills dyraste filmen som hade spelats in i Norge, och var så dyr att filmbolaget inte fick tillbaka sina investerade pengar trots att den blev en stor framgång.

## Rollista
- Einar Sissener – Tore Braaten
- Tove Tellback – Berit Glomgaarden
- Stub Wiberg – Ola Glomgaarden
- Harald Stormoen – Jacob Braaten
- Alfhild Stormoen – Kari Braaten, hans fru
- Oscar Larsen – Berger Haugsett
- Einar Tveito – Gjermund Haugsett, hans son
- Rasmus Rasmussen – Prästen
- Sophie Reimers – Prästfrun
- Julie Lampe – Gammel-Guri
- Henny Skjønberg – Husa i prästgården